# Göbekli Tepe
Göbekli Tepe [udtale: ɡøbe̞kli te̞pɛ]

("Topmave-bakken"
)
er et arkæologisk område fra den yngre stenalder, beliggende på toppen af en bjergkam i det sydøstlige Anatolien, 15 km nordøst fra byen Şanlıurfa (tidligere Urfa/Edessa). Göbekli Tepe er den ældste, kendte, menneskeskabte, religiøse struktur.
Helligdommen blev sandsynligvis anlagt af jæger-samlere i det 10. årtusinde f.Kr. (ca. 12.000 år siden) og har været under udgravning siden 1994 af tyske og tyrkiske arkæologer.
Sammen med Nevalı Çori har lokaliteten revolutioneret  forståelsen af den eurasiske yngre stenalder.
I 2018 blev stedet optaget på UNESCOs liste over verdensarven.

## Opdagelse
Göbekli Tepe blev først opdaget i forbindelse med en undersøgelse ledet af universitetet i Istanbul og University of Chicago i 1964. Man fandt at bakketoppen ikke kunne være helt naturlig og mente, at der kunne være tale om et byzantinsk gravsted. Ved undersøgelsen bemærkede man et stort antal flintesten, samt kalkstensplader, som man formodede markerede den byzantinske grav. I 1994 besøgte arkæologen Klaus Schmidt fra det tyske arkæologiske institut i Istanbul stedet og fandt, at det måtte være meget ældre, formentlig fra yngre stenalder. Siden 1995 er udgravninger blevet ledet af dette institut og af Şanlıurfa-museet, under ledelse af Klaus Schmidt (Universität Heidelberg 1995–2000, Deutsches Archäologisches Institut in Istanbul 2001-til nu). Før den arkæologiske udgravning kom i gang, var området anvendt til landbrug. Generationer af lokale beboere har samlet stenene i bunker, og meget arkæologisk materiale er blevet ødelagt i tidens løb. Videnskabsfolk fra det tekniske universitet i Karlsruhe begyndte at dokumentere de arkæologiske efterladenskaber, og opdagede kort efter T-formede søjler, vendt mod sydøst. Nogle af disse søjler havde åbenbart undgået at ødelægges af områdets bønder, som sandsynligvis anså dem som almindelige marksten. 

## Komplekset
Göbekli Tepe er den ældste kendte menneskegjorte religiøse struktur. Stedet omfatter 20 runde bygningsværker, nu beliggende under jordens overflade. Af disse er fire blevet udgravet. De runde bygningsværker har en diameter på fra 10 til 30 meter, og alle er dekoreret med massive, mest T-formede, kalkstenssøjler, som er det mest iøjnefaldende træk ved stedet. Kalkstenen blev brudt i underjordiske miner, lokaliseret omkring 100 meter fra bakketoppen under anvendelse af flintredskaber. Størstedelen af de flintredskaber, der er fundet på stedet, er fra Byblos og Nemrik. At mennesker i yngre stenalder har kunnet bryde, udhugge, transportere og rejse disse søjler med primitivt flinteværktøj, har forbavset den arkæologiske verden. Arbejdet må have krævet en meget stor arbejdsstyrke.
I centrum af hver cirkel finder man to søjler, sandsynligvis beregnet til at støtte et tag – og op til otte søjler er ligeligt fordelt omkring rummets vægge. Rummene mellem søjlerne er foret med rå sten, og der er stenbænke mellem hvert sæt søjler langs væggen.
Mange af søjlerne er dekorerede med udhuggede relieffer af dyr og abstrakte, gådefulde piktogrammer, der kan repræsentere almindelige hellige symboler, kendt fra yngre stenalders hulemalerier andre steder. Reliefferne afbilder løver, tyre, orner, ræve, gazeller, æsler, slanger og andre reptiler, insekter, edderkopper og fugle, især gribbe. Gribbe er et fremtrædende træk ved ikonografien i andre yngre stenalder-lokaliteter som Çatalhöyük og Jericho.
På det tidspunkt, hvor helligdommen blev opført, var det omgivende land meget frodigere og havde et langt rigere dyreliv end nu, hvor årtusinders bosættelser og kultivering har resulteret i et støvet og tørt landskab. Indtil udgravningerne begyndte, troede man ikke, at en så gammel kultur var i stand til at frembringe et sådant kompleks med så primitive redskaber, som man også ser det ved det nærliggende Karahan Tepe. De tykke bosættelseslag lader formode, at der har været aktivitet på lokaliteten i adskillige tusinde år, måske helt tilbage til ældre stenalder. Knogler, der har været kogt med henblik på spisning, stammer hovedsageligt fra gazeller. Sandsynligvis har dette samfund ikke holdt husdyr endnu.
De ældste lag – lag III – består af de nævnte runde strukturer. Lag II, dateret til 7500–6000 f.Kr., har afsløret adskillige tilstødende rektangulære rum med gulve af poleret kalksten og rester af terrazzogulve. Det nyeste lag er afsat på grund af senere landbrugsaktivitet.

## Datering
De ældste bosættelser er blevet dateret til ca. 9000 f.Kr. Der er efterladenskaber af mindre huse fra den senere neolitiske periode og nogle få epipalæolitiske fund. Forfædrekulten går mindst 11.000 år tilbage i tid, ud fra datering af kranier, fundet i det, der må være verdens ældste tempel.
Der er lavet et antal kulstof 14-dateringer (præsenteret med en standardafvigelse fejl og kalibreringer til f.Kr.):
| Lab-nummer | Dato før nu | kal f.Kr. | Sammenhæng  |
| ---------- | ----------- | --------- | ----------- |
| Ua-19561   | 8430 ± 80   | 7560–7370 | enclosure C |
| Ua-19562   | 8960 ± 85   | 8280–7970 | enclosure B |
| Hd-20025   | 9452 ± 73   | 9110–8620 | Layer III   |
| Hd-20036   | 9559 ± 53   | 9130–8800 | Layer III   |